# 營盤 (新北市)
營盤，是台灣新北市新莊區的一個地名，位於該區中部，範圍大致包括營盤里中正路514巷以西部分、福營里東北端及西北端除外部分、國泰里西南端、富民里南部、富國里東南端。

## 歷史

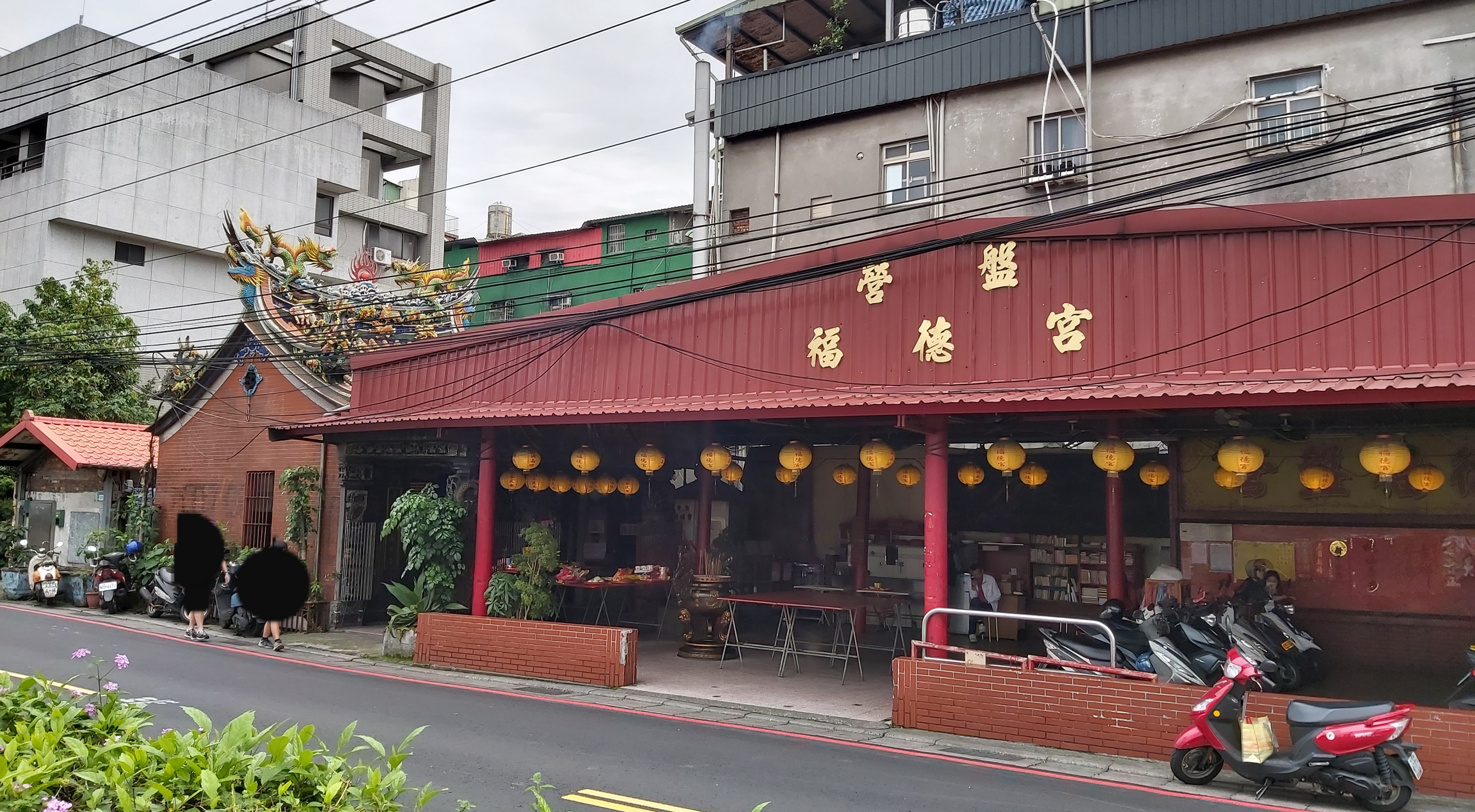
營盤福德宮，主祀福德正神，1928年興建，為營盤地方信仰中心。

台灣清治末期至日治前期，營盤地區為一街庄，稱為「營盤庄」，隸屬於興直堡。該庄西北與下坡角庄、貴仔坑庄為鄰，東北及東與海山頭庄為鄰，南邊隔塔寮坑溪與桕仔林庄為界，西南邊為埤角庄。
1920年（日治大正九年），該庄改制為「營盤」大字，隸屬於臺北州新莊郡新莊街，大字下設有「營盤邊」、「營盤口」、「營盤前」小字名。戰後新莊街改制為新莊鎮，隸屬於臺北縣，大字亦改制為里。其後新莊鎮先後改制為新莊市、新莊區。由於人口增加，如今營盤地區已細分為多個里。

## 交通
台北捷運中和新蘆線經過營盤地區，雖未在境內設站，但輔大站、丹鳳站皆在不遠處。隣近居民可由此路線及相關路網快速前往大台北地區各地，或至台北車站轉搭高鐵、台鐵或客運前往全台各地。
省道台1甲線橫越本地區中部，為省道台1線的支線，往東可前往臺北、基隆等地，往西接台1線主線可前往桃園、新竹及中南部地區。

## 學校
- 天主教輔仁聖博敏神學院